# Keeken
Keeken is een dunbevolkt dorp in de Duitse gemeente Kleef in de Nederrijnregio. Op 31 december 2015 telde Keeken 718 inwoners op een oppervlakte van 9,87 km².
Het dorp ligt tegenover Tolkamer aan de Rijn nabij het Nederlandse grensdorp Millingen aan de Rijn in het beschermde landschap van de Duffelt. Het dorpsgebied van Keeken sluit aan op de Griethauser Altrhein, die Griethausen met de Rijn verbindt. 
De katholieke kerk St. Mariä Himmelfahrt in het centrum van het dorp stamt uit de elfde eeuw. De evangelische kerk stamt uit 1728 en is gelegen aan de weg die vanuit Kleef via Rindern naar Bimmen aan de Nederlandse grens loopt.
De windmolen werd in 1811 door de Grafen von Bylandt gebouwd en was tot 1956 als korenmolen in gebruik. Nu is er in de aanbouw op de begane grond een verzorgingshuis voor senioren gevestigd.
Voor het gemeenschapsleven van het dorp spelen het Schützenhaus en de schuttersvereniging (uit 1710) een belangrijke rol. Verder bezit Keeken twee cafés (waarvan één met Gästezimmer), een lagere school en een voetbalveld (van SV Nordwacht).
Het landschapbeschermingsgebied de Duffelt is overwinteringsplaats voor grote groepen arctische ganzen. Nabij Keeken is een van de vier voorlichtingscentra van natuurgebied de Gelderse Poort gevestigd.

## Afbeeldingen

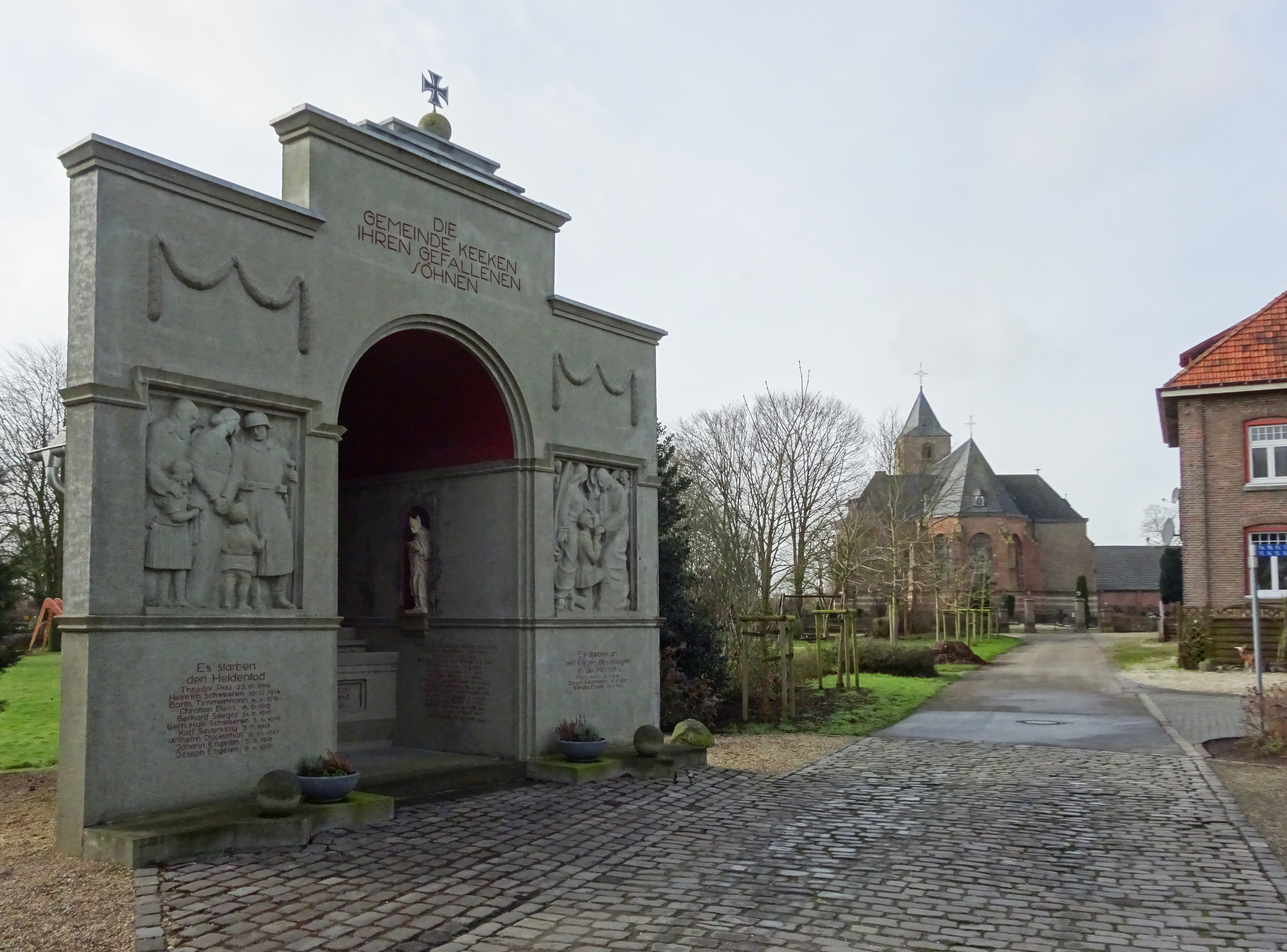
Oorlogsmonument aan de Katharinenweg
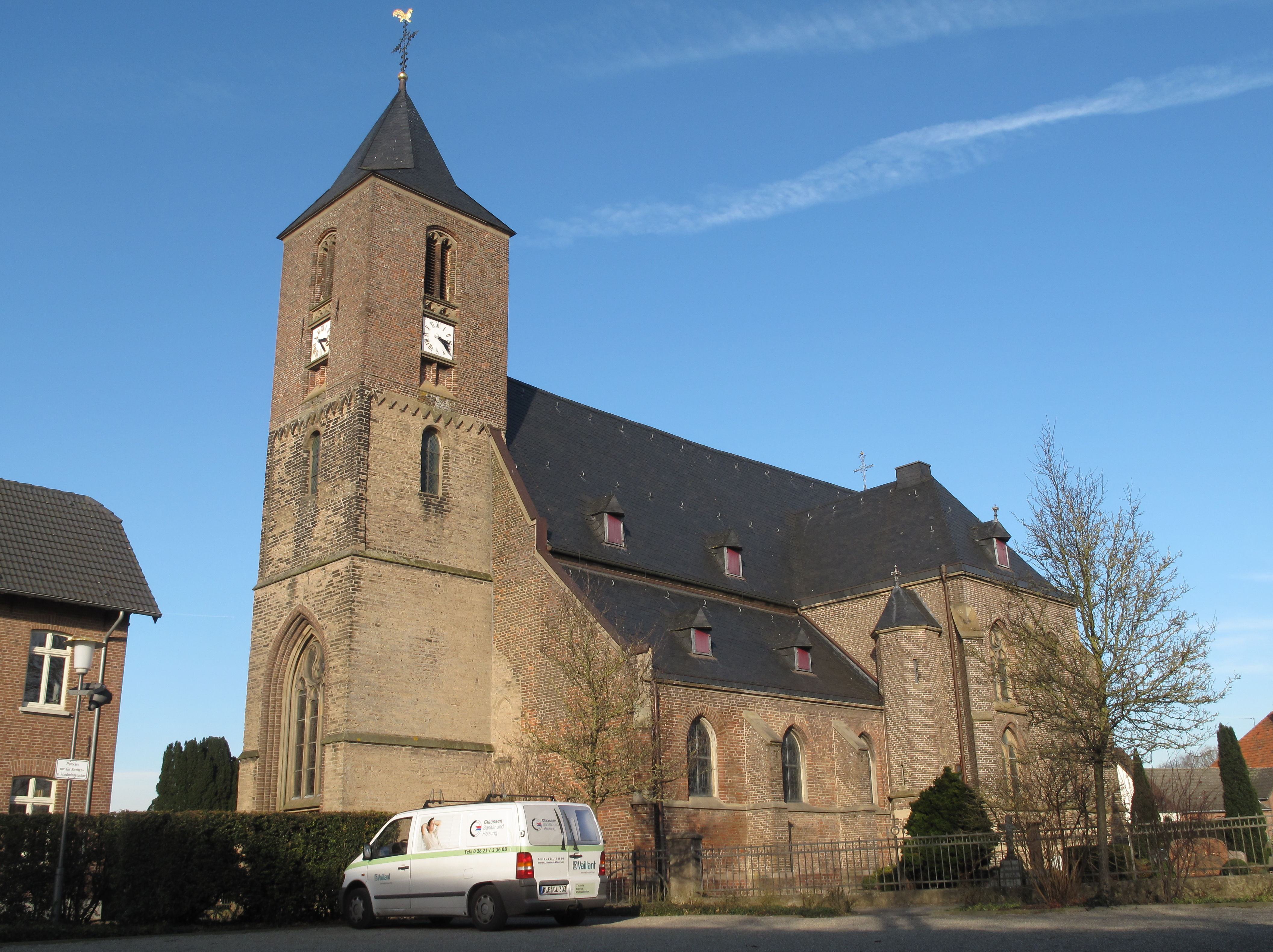
St. Mariä Himmelfahrt
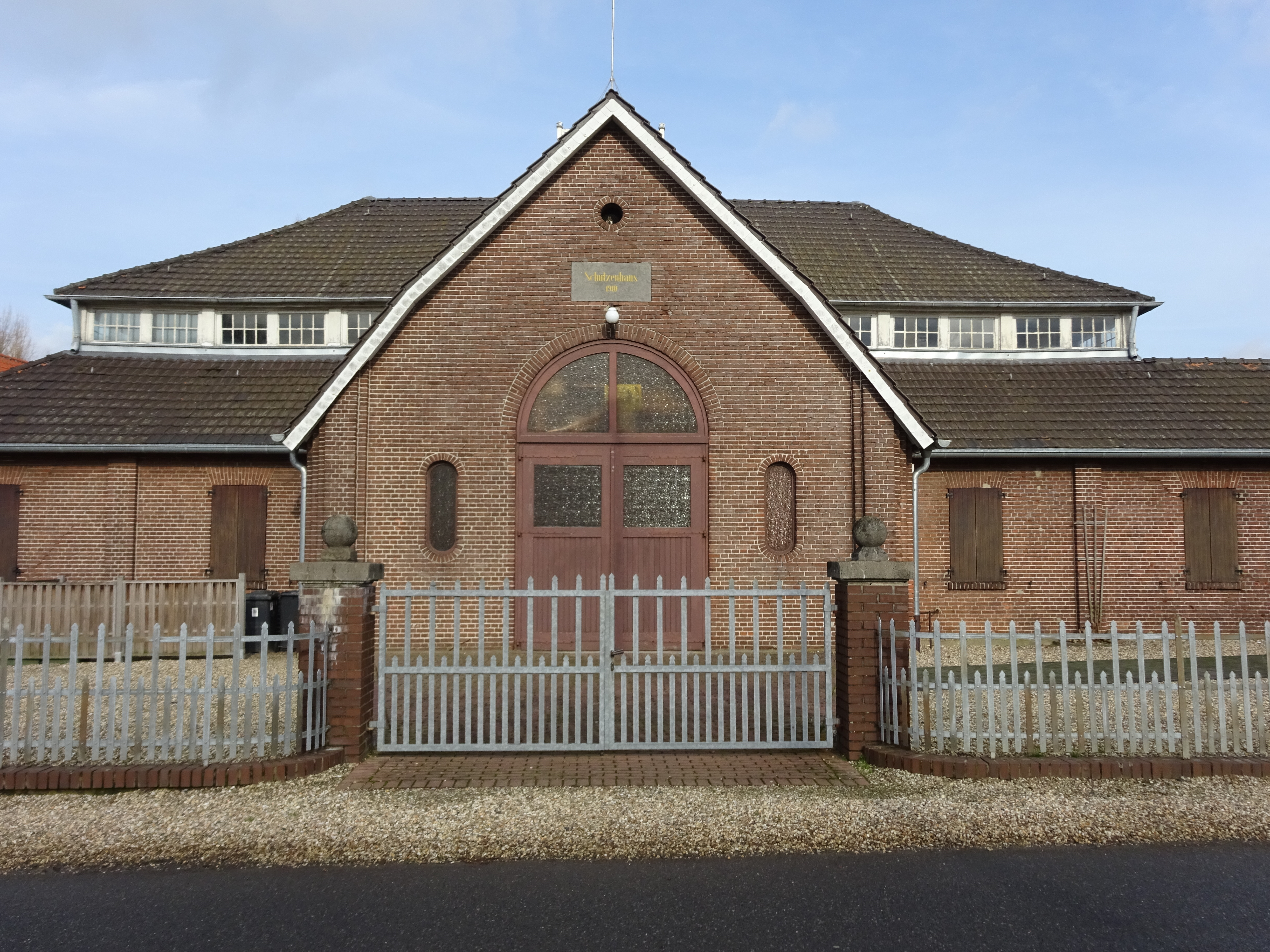
Schützenhaus aan de Düffelgaustraße
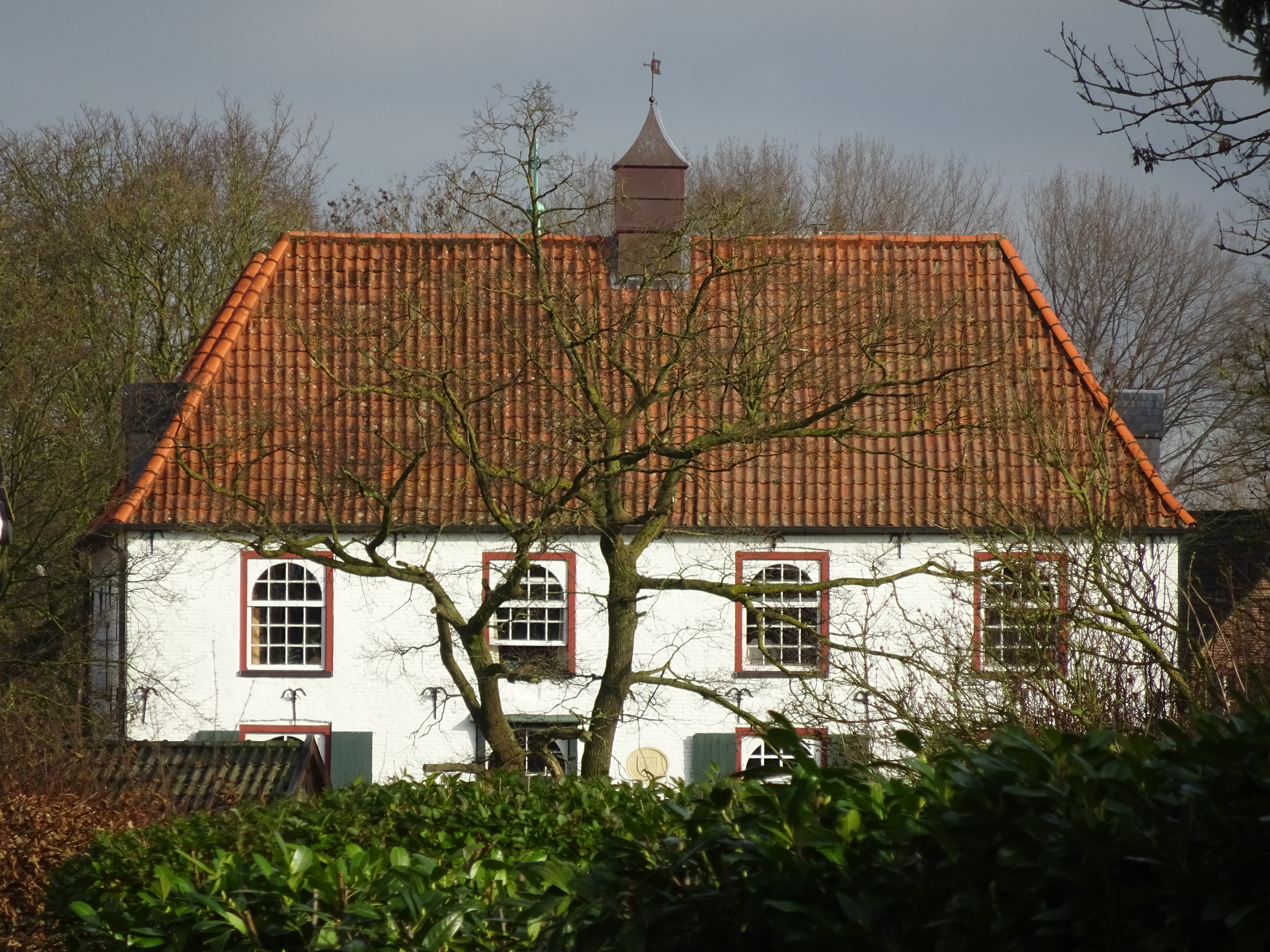
Haus Keeken aan de Halderweide
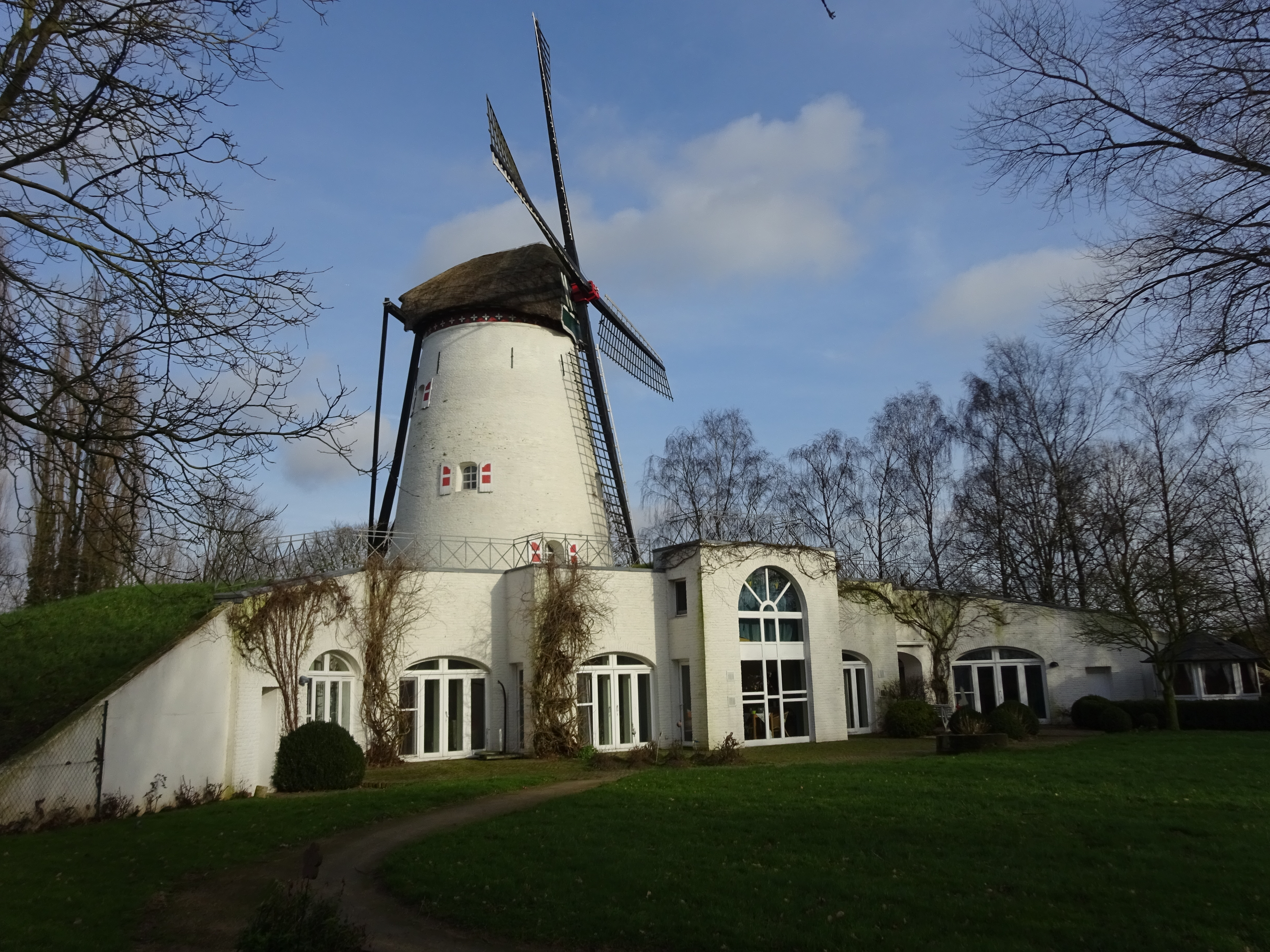
Windmolen, in gebruik als seniorenwoning
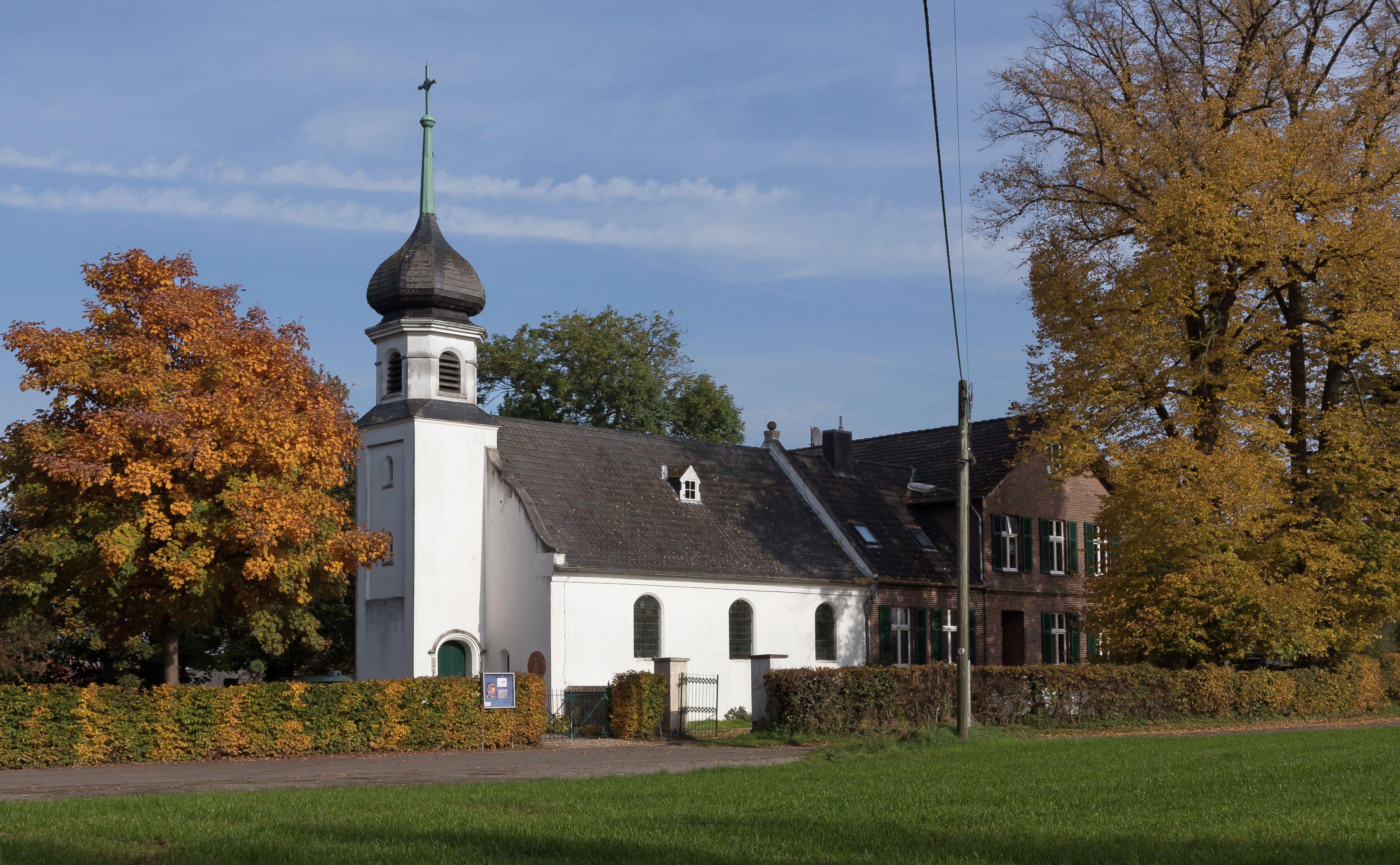
Lutherse kerk aan de Bylandsweg